# Szent Miklós-székesegyház (Bácskeresztúr)
A Szent Miklós-székesegyház (szerbül: Кафедральный собор св. Николая, Katedrala sv. Nikole), más néven bácskeresztúri székesegyház egy vallási épület Bácskeresztúron, Kúla községben, Szerbiában. A bizánci rítust követő templom a Bácskeresztúri Szent Miklós-egyházmegye székesegyházaként szolgál. Az addig Kőrösi egyházmegyés templomot 2003. augusztus 28-án, a Szerbiai (eleinte Szerbia-Montenegrói) apostoli exarchátus megalapításával együtt emelték székesegyházi rangra II. János Pál pápa pontifikátusának idején. A jelenlegi templomot 1784-ben építették, de 1836-ban újjáépült, amit az északi bejárati portál felirata is tanusít. 1961-1963. közt ikonosztáz teljes körű helyreállításon esett át. Néhány restaurálási munkát 1972-ben végeztek el.

## Fordítás
- Ez a szócikk részben vagy egészben  a   St. Nicholas Cathedral, Ruski Krstur című angol Wikipédia-szócikk fordításán alapul.  Az eredeti cikk szerkesztőit annak laptörténete sorolja fel. Ez a jelzés csupán a megfogalmazás eredetét és a szerzői jogokat jelzi, nem szolgál a cikkben szereplő információk forrásmegjelöléseként.